# Wasserschloss Schatthausen

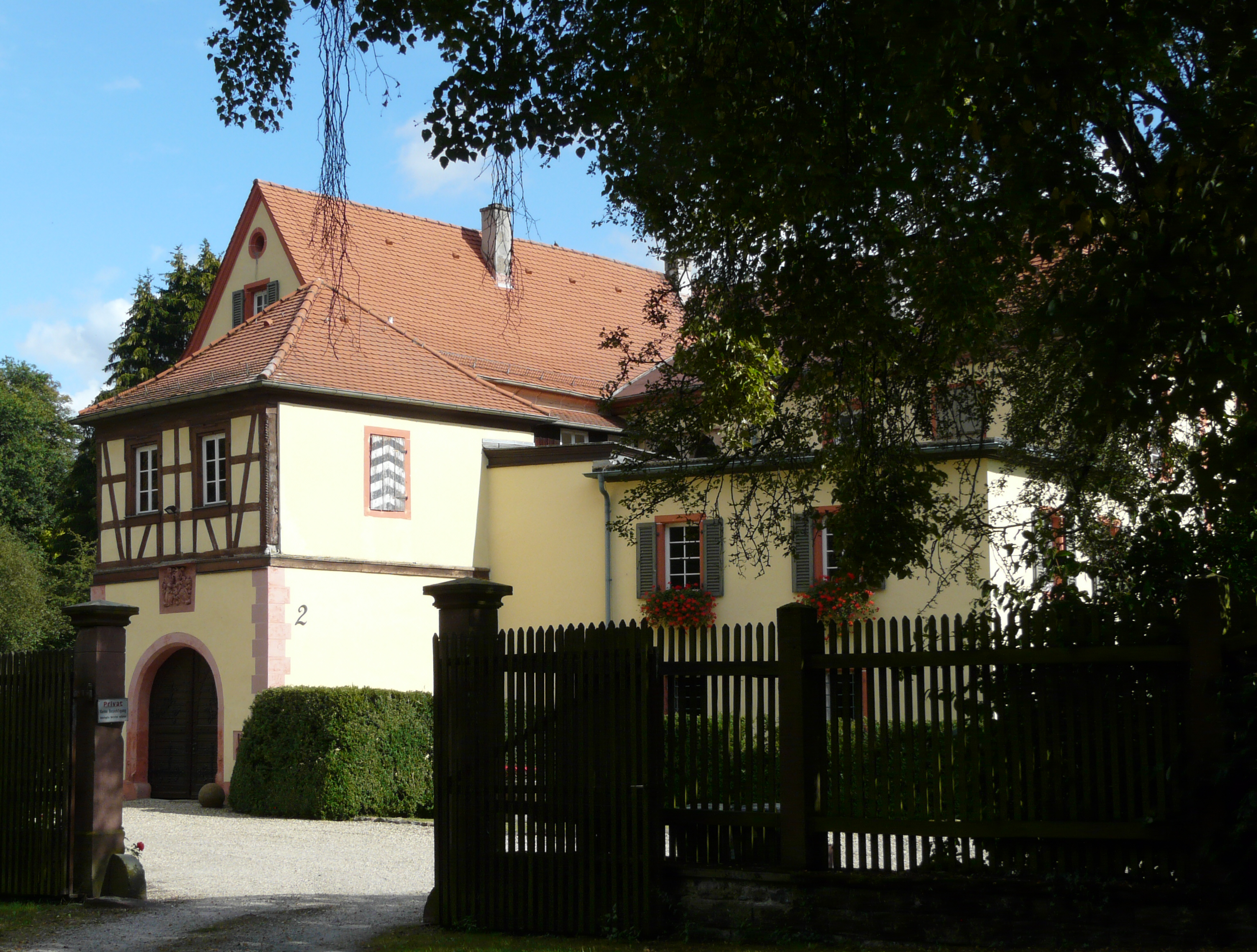
Wasserschloss in Schatthausen

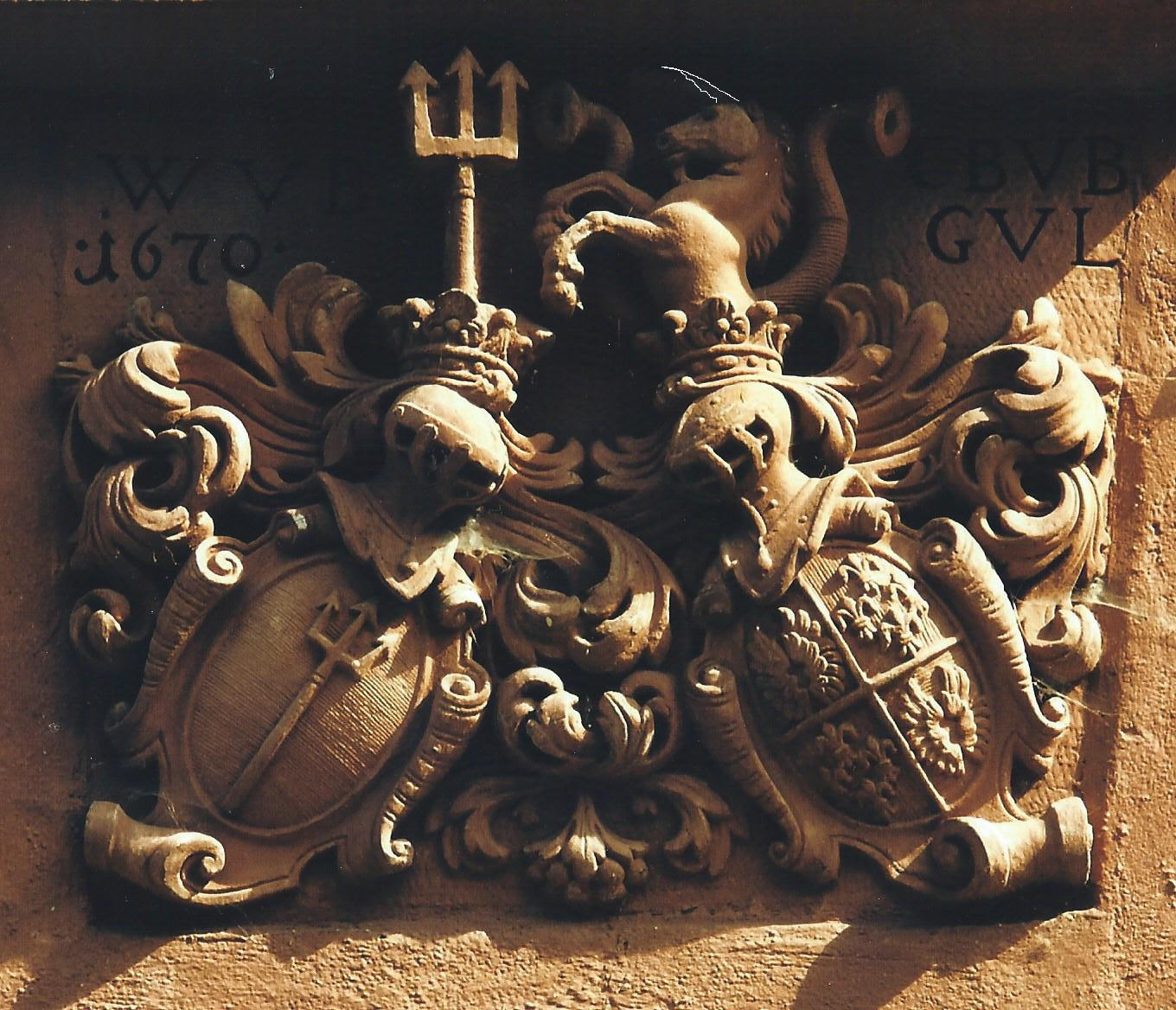
Allianzwappen Gerner - Brüggen

Das Wasserschloss Schatthausen befindet sich in Schatthausen, einem Stadtteil von Wiesloch im Rhein-Neckar-Kreis (Baden-Württemberg). Das Schloss ist ein geschütztes Baudenkmal.

## Geschichte
Der heutige Ostflügel des Wasserschlosses wurde nach 1562 durch die von Bettendorff vermutlich an der Stelle eines früheren Herrensitzes errichtet. Die Brüder Abraham und Adam Gerner von Lilienstein besaßen das Schloss von 1665 bis 1677. Noch heute ziert ihr Wappen, als Allianzwappen mit von Brüggen, noch das Eingangstor zum Schloss. 1670 wurde das Schloss in unbekannter Form umgebaut. Der Nordflügel entstand um 1720. Das Schloss wurde danach mehrfach umgebaut und durch einen Gutshof erweitert. Die dreiflügelige, dreigeschossige Anlage wurde im Jahr 1828 von den Freiherren Göler von Ravensburg erworben, in deren Besitz es sich noch heute befindet. Das Schloss ist von einem intakten Wassergraben umgeben.